# Tarzan (film, 1999)
Cet article concerne le film des studios Disney. Pour le film de 2013, voir Tarzan.
Pour les articles homonymes, voir Tarzan (homonymie).
Série Classiques d'animation Disney
Mulan
(1998) Fantasia 2000
(1999)
Série Tarzan
Tarzan 2
(2005)
Pour plus de détails, voir Fiche technique et Distribution.
Tarzan est le 59e long-métrage d'animation et le 37e « Classique d'animation » des studios Disney. Sorti en 1999 et réalisé par Kevin Lima et Chris Buck, il est inspiré du personnage créé par Edgar Rice Burroughs en 1912.
Une suite sortie directement en vidéo, Tarzan 2, a été donnée au film en 2005, ainsi qu'une série télévisée, La Légende de Tarzan (2001-2003), dont La Légende de Tarzan et Jane (2002) constitue une compilation.

## Synopsis
À la fin des années 1880 au large de la côte d'Afrique, un couple britannique et leur fils s'échappent d'un navire en feu dans une tempête sur un petit bateau à rames et atterrissent dans une jungle tropicale inexplorée d'Afrique, où ils se fabriquent une grande cabane dans les arbres dans laquelle vivre. Pendant ce temps, un couple de gorilles nommé Kerchak et Kala voyage avec le reste de leur groupe lorsque leur bébé est tué par un léopard nommé Sabor. Le lendemain, Kala, toujours le cœur brisé, entend le cri d'un enfant éloigné et décide de la suivre jusqu’à la cabane dans les arbres. Elle y entre et découvre des empreintes de pattes couvertes de sang sur le sol des cadavres du couple. Kala trouve le nourrisson orphelin et se retrouve face à un Sabor encore affamé qui s’y trouvait encore. Elle parvient à sauver le nourrisson de Sabor et l'amène au reste de son groupe, mais Kerchak méprise l'enfant pour son apparence. Après avoir appris que le couple a été tué par Sabor et qu'il n'y a pas d'autres humains, Kerchak laisse Kala le garder, mais il refuse de le considérer comme son fils. Kala élève le garçon comme le sien et le nomme Tarzan.
Quelques années plus tard, Tarzan se lie d'amitié avec la nièce de Kala, une jeune gorille fougueuse nommée Tok. Un jour, Tok et deux de ses amis se rendent dans un étang où se trouvent les éléphants, et Tarzan parvient à la rattraper. Tok dit à Tarzan qu'il peut traîner avec eux s'il obtient un poil d'un éléphant en espérant  qu’il n’osera pas. Tarzan la prend au sérieux et essaye de récupérer un poil, mais provoque la panique chez les éléphants, y compris un jeune éléphant nommé Tantor pensant que Tarzan est un piranha. Finalement, il obtient le poil, mais fait que tous les éléphants déboulent dans le territoire des gorilles, obligeant Kerchak à sauver un bébé gorille avant qu'il ne soit piétiné. À la suite de la bousculade, Tok est soulagée que Tarzan soit toujours en vie et étonnée qu'il ait le poil, et ils se lient d’amitié avec Tantor. Kerchak arrive et blâme Tarzan pour sa bêtise. Il déclare durement que Tarzan ne sera jamais l'un des gorilles, ce qui blesse émotionnellement Tarzan qui s’enfuit. Kala retrouve Tarzan recouvert de boue, voulant s'intégrer aux autres gorilles, elle le rassure en lui disant qu'il n'est pas si différent des autres gorilles.
Les années passent et Tarzan continue de s’améliorer avec Tantor et Tok, malgré son incapacité à rivaliser avec le reste des gorilles, Tarzan persévère et finit par s’intégrer parfaitement aux gorilles. 
Lorsque Sabor attaque le groupe et domine Kerchak, Tarzan s'interpose et parvient à tuer le léopard, gagnant ainsi le respect et l'approbation de Kerchak. Soudain, un coup de feu retentit. Kerchak ordonne au groupe de déménager, mais Tarzan suit les coups de feu par curiosité.
Tarzan découvre un groupe d'humains qui arrivent : un chasseur nommé Clayton qui sert de guide au professeur Archimède Quincy Porter et de sa fille Jane, qui se sont rendus en Afrique à la recherche de gorilles pour les étudier. Jane se sépare accidentellement de son père et de Clayton, puis rencontre une horde de babouins qui la poursuivent. Jane court vers une falaise et essaie de sauter de l'autre côté, pour être attrapée à mi-parcours par Tarzan. Il la sauve ensuite des babouins alors que la poursuite fait rage, mais finalement, Tarzan met Jane en sécurité. Curieux de Jane, Tarzan s’approche délicatement de Jane et remarque une déchirure sur le doigt de son gant. Après avoir enlevé le gant, Tarzan se compare à elle en plaçant sa main contre la sienne, et écoute son rythme cardiaque où il se rend compte que lui et Jane sont similaires, mais de la même espèce. Après avoir entendu les coups de feu de Clayton, Tarzan ramène Jane à son campement.
Pendant ce temps, les amis de Tarzan qui le cherchent, arrivent au campement des Porter et de Clayton où ils sèment le désordre en jouant de la musique sur divers objets du camp. Lorsque Jane retourne au camp avec Tarzan et voit les gorilles, elle découvre que Tarzan fait partie des gorilles mais Kerchak se présente à elle puis il donne l’ordre à tous les gorilles de s’enfuir avant l’arrivée du professeur et de Clayton, Tarzan n’a eu d’autres choix que de les suivre. Lorsqu’ils arrivent, Jane raconte la péripétie qu’elle à vécu et qu’elle a vu des gorilles, elle explique également sa rencontre avec Tarzan.
Dans la jungle, Kerchak ordonne au groupe de rester à l'écart du campement , mais Tarzan proteste, croyant que les humains ne constituent aucune menace. Bien qu'on lui ait ordonné de protéger la famille et de rester à l'écart des humains, Tarzan retourne secrètement au campement et Jane le présente à son père et à Clayton, qui s'intéressent à lui. Les trois humains enseignent à Tarzan le monde humain  ainsi que la façon de parler correctement leur langue. Pendant ce temps, Tarzan et Jane commencent à tomber amoureux. L'heure de leur départ approche et les visiteurs demandent à Tarzan de leur montrer l'emplacement des gorilles, ce qu'il refuse, craignant la fureur de Kerchak.
Quelques jours plus tard, lorsque le navire d’Angleterre arrive, le trio, incapable de trouver les gorilles, se prépare à partir, et Tarzan a le cœur brisé de voir Jane partir. Clayton lui fait croire que Jane restera une fois qu'ils auront trouvé les gorilles. Tarzan, désireux de rester avec Jane, accepte et demande l’aide de ses amis Tok et Tantor pour éloigner Kerchak du site de nidification en les déguisant respectivement en Jane et en professeur Porter tandis que Tarzan conduit les humains au site de nidification. Les humains sont étonnés de voir les gorilles et excités de se mêler à eux, mais Kerchak revient de façon inattendue. En voyant les humains, il commence à les attaquer. Tarzan s’interpose pour empêcher Kerchak de les attaquer, le mettant dans un verrou de tête assez longtemps pour que les humains puissent s'échapper. Après l'avoir libéré, Tarzan s’enfuit de honte après que Kerchak lui dise qu'il a trahi sa famille. Kala emmène Tarzan à la cabane dans les arbres de ses parents biologiques, lui montrant son vrai passé, et dit qu'elle ne veut que son bonheur quoi qu'il décide. Tarzan décide de partir pour l'Angleterre avec les autres en portant les vêtements de son père, en promettant à Kala qu’elle occupera toujours une place dans son cœur.
Lorsque Tarzan, Jane et Archimède montent à bord du navire le lendemain pour retourner en Angleterre, Jane et son père sont capturés par les voyous qui se sont emparés du navire. Dès qu'il monte sur le pont du bateau, Tarzan voit ce qui se passe et essaie d'échapper à l'embuscade, mais parce qu'il porte des chaussures, il ne peut pas grimper dans l'entonnoir, permettant à deux des voyous de le capturer. Juste à ce moment-là, Clayton apparaît sur le pont, tirant son fusil en l'air, exigeant de savoir ce qui se passait. Tarzan, qui essaie toujours de se libérer, supplie l'aide de Clayton, mais découvre qu'il est derrière l'embuscade. Clayton révèle ses véritables intentions à Tarzan ; capturer et vendre des gorilles. Il remercie sarcastiquement Tarzan avant de l’enfermer avec le reste des prisonniers. Tarzan, se sentant trahi et réalisant ce qu'il avait fait, hurle de colère. 
Tantor et Tok entendent le cri de Tarzan au loin, le premier oblige Tok, énervée, de l’aider à sauver Tarzan. Ils montent à bord du navire et libèrent Tarzan et les autres, leur permettant de retourner dans la jungle pour sauver les gorilles.
Cette nuit-là, alors que Clayton et ses sbires capturent les gorilles et parviennent à retenir Kerchak, Tarzan rassemble d’autres animaux pour arrêter Clayton et ses hommes en les effrayant, mais Clayton se cache. Tarzan libère Kerchak et ils travaillent ensemble pour sauver les gorilles. Jane sauve Kala des deux hommes de Clayton et la libère de sa cage. Juste au moment où Tarzan retrouve Kala, Clayton tire sur Tarzan dans le bras droit, le blessant gravement, et blesse mortellement Kerchak en lui tirant dans la poitrine lorsqu'il charge pour protéger Tarzan. Clayton poursuit Tarzan dans la cime des arbres et ils se battent où Tarzan désarme Clayton, le tenant sous la menace d'une arme. Bien que Tarzan imite le bruit d'un coup de feu et épargne la vie de Clayton, il détruit son fusil. Cela amène Clayton, à poursuivre Tarzan avec sa machette, essayant désespérément de le tuer dans un enchevêtrement de lianes, que Tarzan utilise pour piéger Clayton afin de l'empêcher d'attaquer davantage. Cependant, Clayton commence à couper sauvagement les lianes, mais Tarzan remarque qu'une liane est enroulée autour du cou de Clayton et essaie de l'avertir, mais le chasseur enragé n'écoute pas, ce qui le fait tomber et se pendre accidentellement. Tarzan se dirige ensuite vers un Kerchak mourant, qui s'excuse auprès de Tarzan pour son comportement et l'accepte comme son fils, puis il lui demande de veiller sur les gorilles avant qu’il ne succombe à ses blessures. Tarzan et les gorilles pleurent sa perte. Tarzan, tient sa promesse à Kerchak, conduit le groupe de gorilles vers les nouveaux nichoirs.
Le lendemain, avec la capture des hommes de Clayton et la libération du capitaine et de son équipage, Jane et le professeur Porter se préparent à retourner en Angleterre, disant au revoir à Tarzan qui à choisi de rester avec les gorilles. Alors que le bateau à rames quitte le rivage, le professeur Porter encourage sa fille à rester avec l'homme qu'elle aime, Jane accepte et saute par-dessus bord et  où elle retrouve Tarzan sur le rivage. Le professeur Porter la suit quelques instants plus tard, et Kala accueille Jane dans le groupe. Tarzan, Jane et son père se lancent dans leur nouvelle vie ensemble dans la jungle.

## Fiche technique

### Version originale
- Titre : Tarzan
- Réalisation : Kevin Lima et Chris Buck
- Scénario : Tab Murphy, Bob Tzudiker et Noni White, assistés de Brian Pimental (supervision), David Reynolds (additionnel) d'après Tarzan of the Apes de Edgar Rice Burroughs
- Conception graphique :
  - Direction artistique : Daniel St. Pierre (en), assisté de Dan Cooper
  - Développement visuel : Vance Gerry
  - Conception des personnages : Vance Gerry
  - Cadrage (Layout) : Jean-Christophe Poulain (supervision)
  - Décors : Doug Ball (supervision)
  - Mise au propre (clean-up) : Marshall Lee Toomey (supervision)
- Animation :
  - Supervision : Glen Keane, Ken Stuart Duncan, Russ Edmonds, John Ripa, Michael Surrey, Randy Haycocok, David Burgess, Bruce Smith, Sergio Pablos, Dominique Monféry, Jay Jackson, Daniel T. Hofstedt et Chris Wahl
  - Animation des personnages : David Berthier, George Abolin, Eric Delbecq, Enis Tahsin Ozgür, Pierre Alary, Thierry Goulard, Bolhem Bouchiba, Stéphane Sainte Foi, Kristoff Vergne, Marco Allard, Borja Montoro Cavero, Patrick Delage Tran Quang Thieu JC, Jared Beckstrand, Caroline Cruikshank, Doug Bennett, Mark Koetsier, Robert Bryan, Douglas Krohn, Mario Menjivar, Dougg Williams, Andreas Wessel-Therhorn, Steven Pierre Gordon, Jeffrey Johnson, Yoshimichi Tamura, Adam Dykstra, Danny Galieote, David Moses Pimentel, Chad Stewart, Tim George, Richard Hoppe, Michael Stocker, David Block, Theresa Wiseman, Robb Pratt, Mark Smith, James Hull, Mike Kunkel, Jean Morel, Stevan Wahl, Marc Eoche Duval, Juanjo Guarnido, Lieve Miessen Rochon ,Zoltan Maros et Catherine Poulain
  - Effets spéciaux : Peter DeMund (supervision), Dorse A. Lanpher
  - Animation numérique (GCI) : Eric Daniels (supervision)
  - Vérification (check) : Janet Bruce, Hortensia Casagran, Barbara Wiles (supervision)
- Montage : Gregory Perler (supervision)
- Musique : Mark Mancina ; Phil Collins (chansons)
  - Arrangements : Mark Mancina et Phil Collins
  - Orchestrations : David Metzger
- Producteur : Bonnie Arnold ; Christopher Chase (associé) ; Christopher Ward (bande originale)
- Société de production : Walt Disney Pictures
- Société de distribution : Buena Vista Pictures Distribution
- Budget : environ 130 millions USD
- Format : Couleurs - 35 mm - 1,66:1 (1,85:1 étendu) - Dolby Digital - SDDS - DTS
- Durée : 88 minutes
- Langue : anglais
- Dates de sortie[1] :  États-Unis : 18 juin 1999 ;  France : 24 novembre 1999

## Distribution

### Voix originales
- Tony Goldwyn : Tarzan
- Minnie Driver : Jane Porter
- Glenn Close : Kala
- Rosie O'Donnell : Terk (Tok)
- Alex D. Linz : Young Tarzan (Tarzan jeune)
- Brian Blessed : Clayton
- Nigel Hawthorne : Professor Archimedes Quincy Porter
- Lance Henriksen : Kerchak
- Wayne Knight : Tantor
- Taylor Dempsey : Young Tantor (Tantor jeune)

### Voix françaises
- Emmanuel Jacomy : Tarzan
- Valérie Lemercier : Jane Porter
- Frédérique Tirmont : Kala
- Muriel Robin : Tok / Tokina
- Maxime Nivet : Tarzan enfant
- Gérard Rinaldi : Clayton
- Henri Labussière : Professeur Archimède Quincy Porter
- Jean-Bernard Guillard : Kerchak
- Jean-Éric Bielle : Tantor
- Camille Donda : Tantor enfant
- Perrette Pradier : la mère de Tantor
- Mark Lesser : Flynt
- Éric Métayer : Mungo
- Christian Pélissier et Philippe Catoire : les éléphants
- Michel Feder, Guilbert Guillaud, Catherine Hamilty, Marie-Charlotte Leclaire, Dominique Westberg : voix additionnelles

- Version française
  - Studio de doublage : Dubbing Brothers[2]
  - Direction artistique : Barbara Tissier
  - Adaptation : Luc Aulivier
  - Chansons : Phil Collins, Karine Costa, Mimi Félixine, Lisbet Guldbæk, Brenda Hervé, Marielle Hervé

### Voix québécoises
- Denis Roy : Tarzan
- Vincent Roy : Jeune Tarzan
- Julie Burroughs : Jane Porter
- Danièle Panneton : Kala
- Sylvie Boucher : Kala (Chant)
- Denis Mercier : Clayton
- Serge Bossac : Professeur Archimedes Quincy Porter
- Yves Corbeil : Kerchak
- Marie-Andrée Corneille : Terk
- Pierre Verville : Tantor
- Yan Beauregard : Jeune Tantor
- Chantal Baril : Mère de Terk
- Johanne Garneau : Mère de Tantor
- Hugolin Chevrette : Ami de Terk #1
- Olivier Visentin : Ami de Terk #2
- Pierre Auger : Capitaine du bateau
- Johanne Léveillé : Gorille
- Jean-Luc Montminy : Éléphant

## Chansons du film
- Entre deux mondes (Two Worlds) - Phil Collins
- Toujours dans mon cœur (You'll Be in My Heart) - Phil Collins et Kala
- Enfant de l'homme (Son of Man) - Phil Collins
- Jungle Jazz (Trashin' The Camp) - Terk (Tok) et chœurs
- Je veux savoir (Strangers like Me) - Phil Collins
- Entre deux mondes (Two Worlds) (reprise) - Phil Collins
- Entre deux mondes (Two Worlds) (final) - Phil Collins
- Jungle Jazz (Trashin' The Camp) (générique de fin) - Phil Collins et 'N Sync
- You'll Be in My Heart (générique de fin) - Phil Collins
- Two Worlds (générique de fin) - Phil Collins
- Son of Man (générique de fin) - Phil Collins
- Strangers like Me (générique de fin) - Phil Collins

Version française des chansons coréalisée par Phil Collins et Éric Serra
Sources : IMDb et générique DVD.

## Distinctions
- Golden Screen 1999
- Golden Globe et Oscar de la meilleure chanson originale 2000 pour You'll Be in My Heart
- Artios 2000 du meilleur doublage pour Ruth Lambert
- Grammy Award 2000 de la meilleure bande originale

## Production

### Développement
Tarzan de Walt Disney Pictures fut la première adaptation animée majeure de l'œuvre d'Edgar Rice Burroughs.
La production de Tarzan commence en 1995. Kevin Lima qui venait de terminer Dingo et Max est nommé réalisateur avec Chris Buck qui signe sa première réalisation.

### Animation
Les animateurs ont été réparties en deux équipes, l'une au studio Walt Disney Animation France de Montreuil et l'autre à Burbank. Glen Keane dirige l'animation de Tarzan à Paris, tandis que Ken Duncan dirige l'animation de Jane à Burbank.
Glen Keane s'inspire des mouvements de skateboard, de snowboard et du surf pour peaufiner l'animation de Tarzan.
Pour créer les décors en trois dimensions, l'équipe de production de Tarzan a développé une technique de peinture et de rendu 3D nommée Deep Canvas. Elle permet aux artistes de réaliser des décors en images de synthèse ressemblant aux décors traditionnels, selon le directeur artistique Daniel St. Pierre.

### Musique
En 1995, Phil Collins a été engagé dans le projet pour signer les chansons du film.
La bande originale du film est composée par Mark Mancina, le producteur et arrangeur de la musique du film Le Roi Lion.

## Sorties et accueil
Le budget de Tarzan est estimé à 130 millions de dollars.
La première de Tarzan a lieu le 12 juin 1999 au El Capitan Theatre en présence de l'équipe du film suivie d'un concert de Phil Collins interprétant les chansons du film avant une sortie nationale le 18 juin 1999. Le 23 juillet 1999, le film est projeté en numérique dans seulement trois salles dont Pleasure Island de Walt Disney World. C'est la première fois qu'un film est projeté en numérique.
Le film reçoit un bon accueil de la part de la critique qui apprécie l'animation et la musique.

## Box-office
- Box-office mondial : 448 191 819 USD
  -  États-Unis : 171 091 819 USD
  -  France : 7 859 751 entrées

En France, le film est le deuxième plus gros succès en salles de l'année 1999 derrière Astérix et Obélix contre César et devant Star Wars, épisode I : La Menace Fantôme.

## Sorties vidéos
- Québec : 1er février 2000 (VHS)
- France : 24 août 2000 (VHS)
- France : 4 avril 2005 (édition collector - 2 DVD)
- France : 6 juin 2012 (édition simple Bluray)

## Autour du film
- Dans la scène où les gorilles pénètrent dans le camp des explorateurs pour une séquence musicale déjantée (Trashin' The Camp), on aperçoit à un moment un service à thé ; c'est un clin d'œil à un autre classique Disney : La Belle et Bête (1991). En effet, la théière n'est autre que Madame Samovar accompagnée de son fils Zip, une petite tasse ébréchée, cette théière réapparaîtra également à plusieurs reprises dans la série animée dérivée, La Légende de Tarzan.
- Certains décors et éléments du film ont été réalisés en images de synthèse, par exemple la mer et la barque lors du naufrage au début du film.
- Pour toutes les scènes où l'on voit Tarzan évoluer dans les arbres, l'animateur du personnage s'est inspiré de son fils, alors passionné de skate, surf et snowboard, conférant ainsi à ces séquences une énergie saisissante.
- L'image animée, représentant un homme sur une bicyclette, montrée par Porter à Tarzan (scène où Tarzan découvre le monde des humains, autrement dit, son monde), n'est autre que l'un des premiers concepts du dessin animé : le praxinoscope. En effet, ce petit clin d'œil, par les animateurs Disney, ouvre les yeux en 1876 sous la tutelle d'Émile Reynaud. Émile Reynaud reprend donc le système du zootrope en lui portant quelques modifications. Il supprime les fentes et les remplace par plusieurs petits miroirs montés sur un tambour situé au centre d'une roue, roue sur laquelle se trouve décomposé le mouvement (côté intérieur, face aux miroirs, donc). L'animation devient beaucoup plus simple ainsi.
- Dans le film, le professeur Porter dit à Tarzan qu'il pourra rencontrer de grandes personnes de son monde tel Charles Darwin, Rudyard Kipling et la Reine Victoria. Mais si Kipling est cité en clin d'œil à son Livre de la jungle, il ne publiera sa première œuvre qu'en 1886, soit quatre ans après la mort de Darwin. 
(Attention, ici il y a une petite erreur : si on se fie à la page Wikipédia de Rudyard Kipling, on découvre qu'il a publié d'autres œuvres bien avant Le Livre de la Jungle qui n'est sorti qu'en 1894. Cependant une époque où Charles Darwin, la Reine Victoria et où Rudyard Kipling est connu n'existe pas puisque sa première œuvre « PLain Tales From The Hills » est sorti en 1888 ; soit six ans après la mort de Charles Darwin.)
- Dans le film, le chasseur se nomme John Clayton, mais dans le roman original d'Edgar Rice Burroughs, Tarzan seigneur de la jungle (1912), c'est le véritable nom de Tarzan.
- Sorti dans plus d'une centaine de pays, Phil Collins chante la bande-originale de Tarzan en anglais, français, espagnol, allemand et italien.
- Lorsque Tarzan découvre le monde civilisé à travers des diapositives de Jane, nous pouvons voir apparaître de nombreuses œuvres d'art, telles que La Joconde, la Tour Eiffel ou encore le Sphinx de Gizeh.
- Le 13 août 2015, le réalisateur Chris Buck confirme une relation entre Anna et Elsa du film La Reine des neiges (2013) et Tarzan (1999), deux films qu'il a réalisé, les parents des princesses auraient fait naufrage en Afrique et auraient donné naissance à Tarzan[3],[4]. Mais l'étude des détails du film (dates ou géographie, par exemple) invalide cette théorie[5]. Et il a ajouté que de l'autre côté de l'île, il y a des pingouins qui surfent, afin de lier l'autre film qu'il a co-réalisé : « Les rois de la glisse »[6].

## Produits dérivés

### Jeux vidéo
- Une adaptation en jeu vidéo, Tarzan, est sortie en 1999 sur Nintendo 64, PlayStation, Windows et Game Boy Color.
- Tarzan et son univers apparaissent dans le jeu Kingdom Hearts (2002) dans le monde « Jungle Profonde ».